# Astrid Lindgren
För andra betydelser, se Astrid Lindgren (olika betydelser).

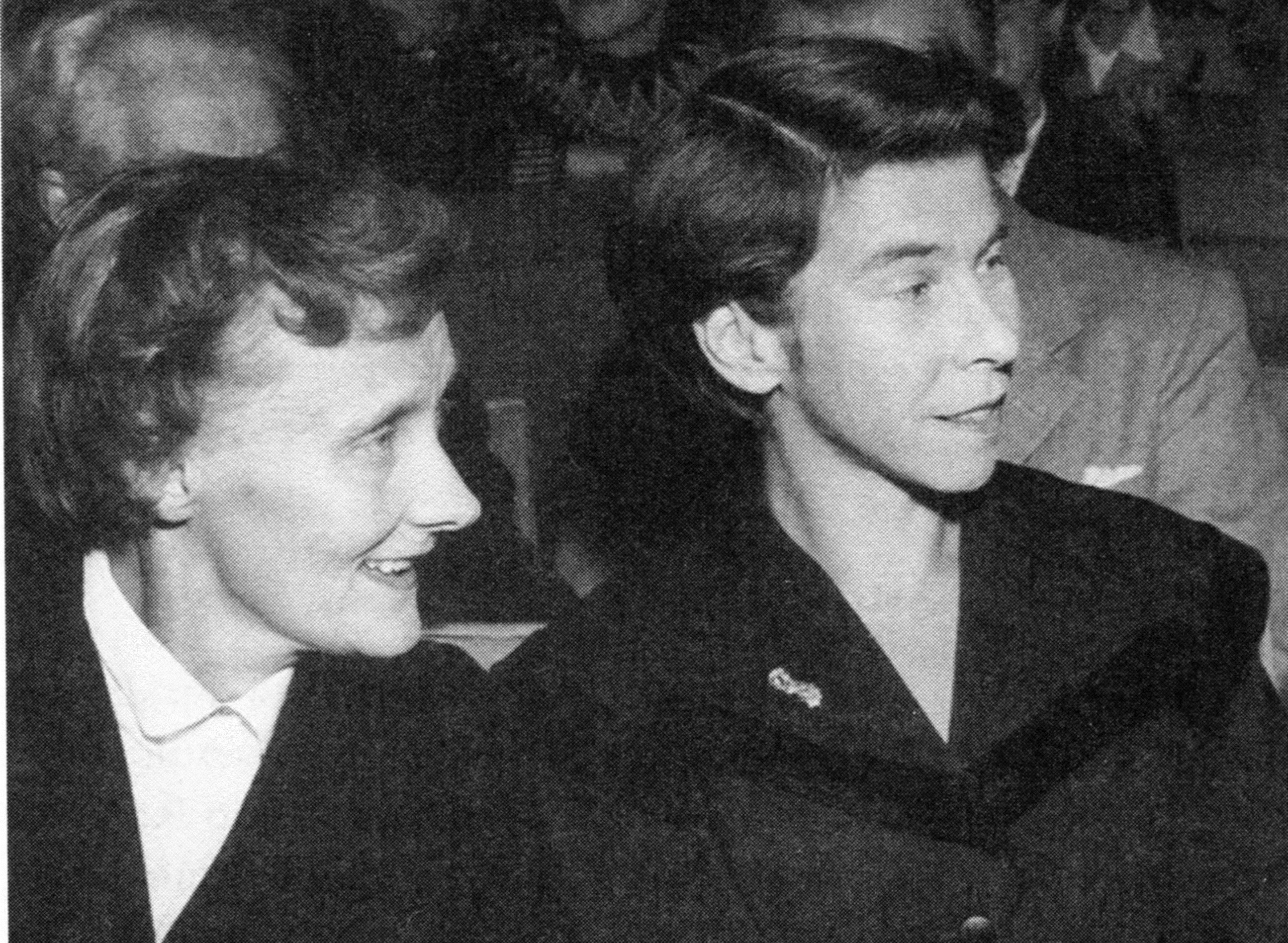
Astrid Lindgren och Tove Jansson 1958.

Astrid Anna Emilia Lindgren, född Ericsson den 14 november 1907 i Vimmerby landsförsamling i Småland, död 28 januari 2002 i Stockholm, var en svensk barnboks-, sångtext- och manusförfattare samt förlagsredaktör och opinionsbildare. Lindgren är känd över hela världen för sina barnböcker, däribland Pippi Långstrump (1945), Barnen i Bullerbyn (1947), Karlsson på taket (1955), Madicken (1960), Emil i Lönneberga (1963), Vi på Saltkråkan (1964), Bröderna Lejonhjärta (1973) och Ronja rövardotter (1981). 
Beräknad siffra 2019 för försäljningen av böcker är 165 miljoner exemplar och de har översatts till 107 språk (2019). Många av Lindgrens böcker har filmatiserats, varav merparten är svenska spelfilmer. Återkommande i Lindgrens filmer är kompositören Georg Riedel, regissören Olle Hellbom och skådespelaren Allan Edwall. Det har även producerats några utländska filmer och animeringar av Lindgrens böcker och noveller. Till spelfilmerna komponerades ett stort antal sånger av vilka flera fick musik gjord av ovannämnda Riedel. Enligt STIM gick komponerandet till på så vis att Astrid efter bästa förmåga ”trallade in” texterna på kassett som överlämnades till Riedel. Dessa inspelningar utgick sedan Riedel ifrån när han tonsatt sångerna. Enligt STIM kan Lindgren på så vis ha haft ett finger med i spelet även när det kommer till skapandet av melodierna. 
Lindgren tilldelades ett stort antal nationella och internationella priser för sina böcker, bland annat Svenska Akademiens stora guldmedalj. Hon utsågs även till hedersdoktor vid Linköpings universitet, universitetet i Leicester och universitetet i Warszawa. Flera priser har även instiftats i hennes namn, där det främsta är Astrid Lindgren Memorial Award instiftat 2002 av Sveriges regering. Prissumman är på fem miljoner kronor, vilket gör det till världens största litteraturpris efter Nobelpriset i litteratur.
Lindgren var under senare delen av sitt liv också en betydande samhällsdebattör. I valrörelsen 1976 publicerades hennes novell Pomperipossa i Monismanien i Expressen. Hon ansåg där, att det var absurt, att egenföretagare kunde få betala mer i marginalskatt än de tjänade. Novellen fick stor uppmärksamhet och spridning. Regeringens bemötande av Lindgren när finansminister Gunnar Sträng först svarade, att Lindgren har djup okunskap i skattepolitikens irrgångar, för att senare erkänna att hon hade rätt i sak, anses ha varit en bidragande orsak till att Socialdemokraterna förlorade regeringsmakten för första gången på 40 år. 
Hon engagerade sig även för barns rättigheter, mot kärnkraften och i Djurskyddskampanjen med ett flertal debattartiklar i Expressen.
Astrid Lindgren övertog Selma Lagerlöfs plats som motiv på den svenska 20-kronorssedeln den 1 oktober 2015.

## Biografi

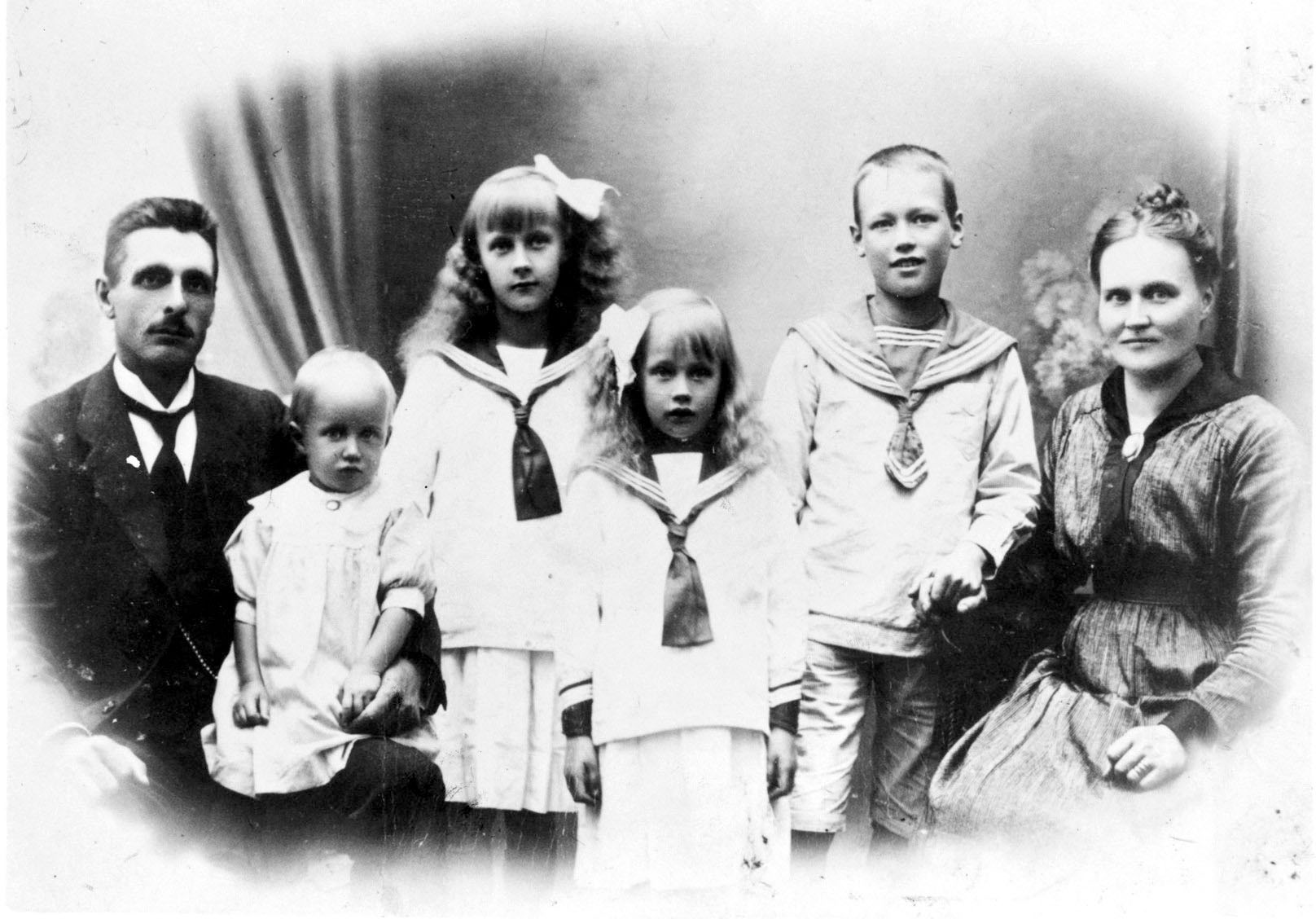
Barndomsbild på Astrid Lindgren (trea från vänster) tillsammans med sina föräldrar och syskon.

### Uppväxt och skolgång

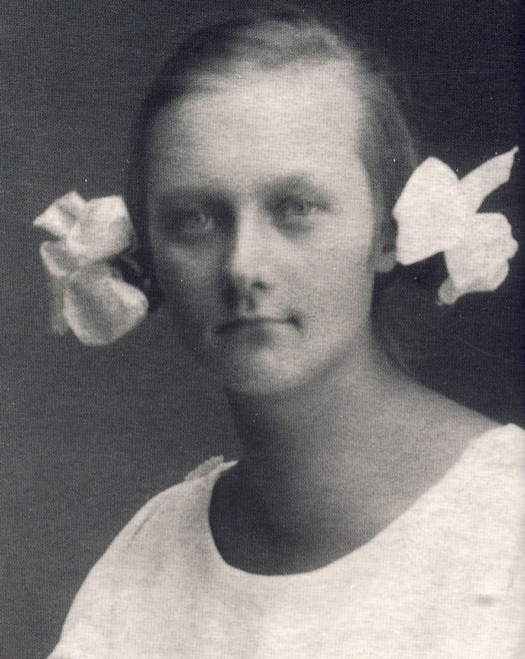
Astrid Lindgren, 1923.

Astrid Lindgrens föräldrar Samuel August Ericsson (1875–1969) och Hanna, född Jonsson (1879–1961) gifte sig 1905 och bosatte sig på gården Näs, nära Vimmerby, där de arrenderade prästgårdens jordbruk. År 1906 fick de sonen Gunnar (1906–1974) och 1907 dottern Astrid. Familjen utökades senare med Stina (1911–2002) och Ingegerd (1916–1997).
Astrid Lindgren fastnade tidigt för läsning och berättar, att hon ungefär fem år gammal fick höra en saga om Jätten Bam-Bam och feen Viribunda, läst av en granne Edit. När Lindgren kunde läsa själv letade hon efter böcker att läsa, och hon minns den första egna boken om Snövit, med omslag av Jenny Nyström. Boken köptes genom småskollärarinnan, som före varje jul hade med sig material där barnen kunde läsa om vilka jultidningar och böcker, som gick att beställa.
Den 7 augusti 1914 började Astrid Lindgren i Vimmerbys småskola. Första dagen var hon rädd och grät, men i boken Astrid Lindgren: en levnadsteckning av Margareta Strömstedt berättar hon om hur hon kom över blygheten. Hon började 1917 på Vimmerby samskola där hennes lärare ofta läste hennes uppsatser högt för klassen. När hon var 13 år gammal, 1920, publicerades en av hennes uppsatser i Vimmerby Tidning. Lindgren tog realexamen med höga betyg.

### Familjeliv och yrkesliv
Efter realexamen med bland annat A i modersmålet blev Lindgren korrekturläsare och skrev notiser och korta reportage på Vimmerby Tidning, för en månadslön på 60 kronor. Där arbetade hon i två år innan hon 1926 flyttade till Stockholm och lärde sig maskinskrivning och stenografi. Då väntade hon dock barn med den redan gifta chefredaktören Reinhold Blomberg (1877–1947) på Vimmerby Tidning. Han ville gifta sig med henne, men hon avstod och födde 1926 som ogift sonen Lars i Köpenhamn. Valet av Köpenhamn var för att undvika svenskt rättsväsende då hon eftersöktes i samband med att barnets far anklagats för äktenskapsbrott av sin hustru. Sonen Lars bodde i fosterfamilj där under sina första år.
År 1929 fick hon en ny anställning på Kungliga Automobil Klubben. År 1930 tillbringade hon en tid i Köpenhamn då sonens fostermor blev sjuk. Han fick då flytta hem till Lindgrens barndomsgård Näs. År 1931 gifte hon sig med sin chef Sture Lindgren (1898–1952) och de fick en tvårumslägenhet. Hon fick möjlighet att ha hand om sin son och bli hemmafru. Sonen har i en intervju berättat: "Hon var inte en sån där mamma som satt stilla i parken på en bänk och tittade på sina lekande barn. Hon ville leka själv och jag misstänker att hon tyckte det var minst lika roligt som jag!"

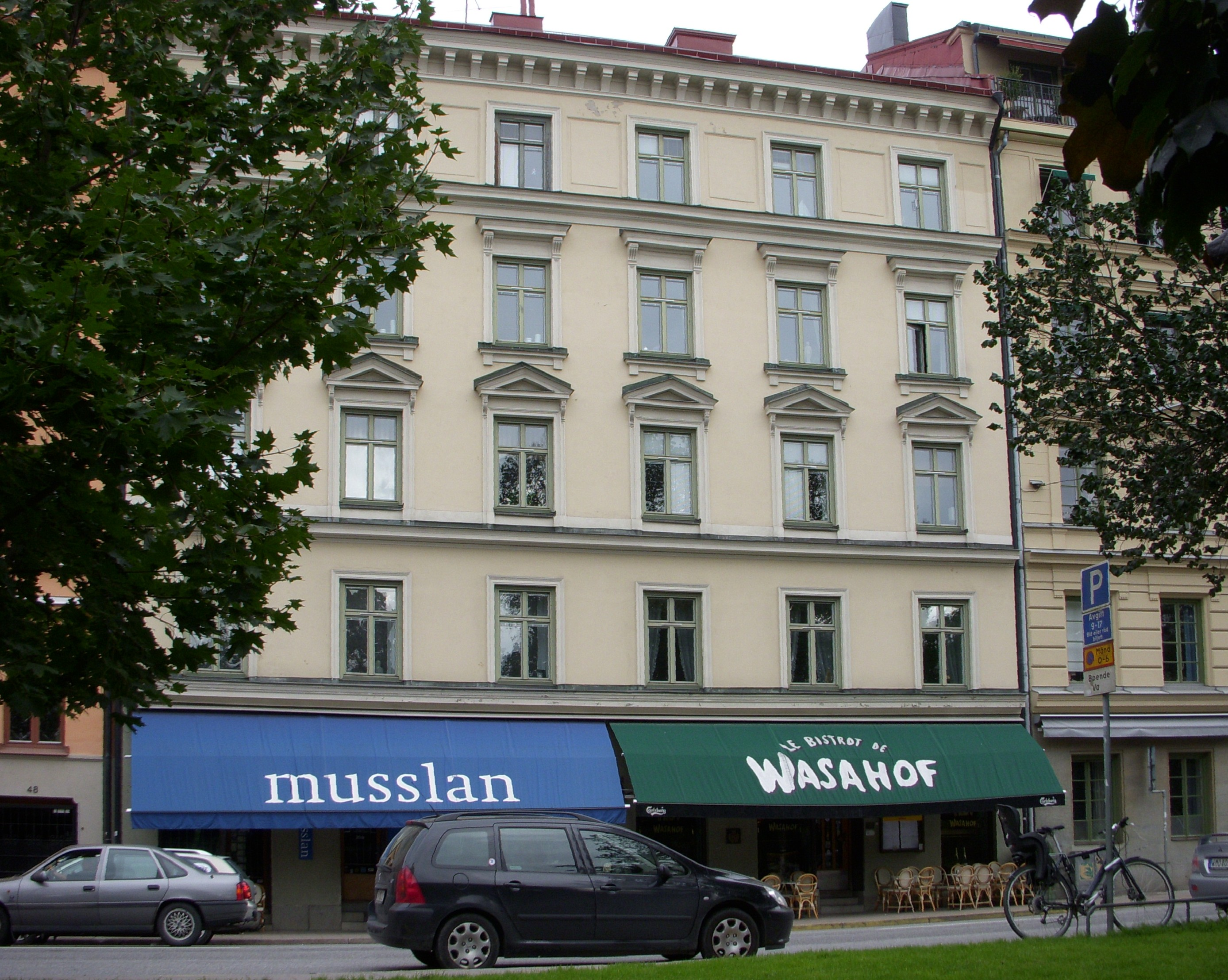
Dalagatan 46 i Stockholm, en trappa upp var Astrid Lindgrens bostad under drygt 60 år.

Den 21 maj 1934 föddes hennes andra barn, Karin, som senare blev översättare. Familjen flyttade 1941 till den lägenhet vid Dalagatan, med utsikt över Vasaparken, där Lindgren bodde till sin död. Somrarna tillbringades oftast i makens föräldrahem i Furusund. 1939 anställdes Astrid Lindgren som sekreterare till kriminologen Harry Söderman som under andra världskriget organiserade norska polistrupper i Sverige. De insikter i kriminalteknik som hon skaffade sig hos honom inspirerade henne till böckerna om Kalle Blomkvist.
Lindgrens bror Gunnar Ericsson, som var engagerad i Bondeförbundet, medverkade till att hon fick uppdragen att skriva julberättelser i tidningarna Landsbygdens jul och Stockholms-Tidningen. Under andra världskriget arbetade hon i hemlighet på säkerhetstjänstens avdelning för brevcensur, där hon läste de inkallades brev.
Lindgren fick 1947 en deltidsanställning som förlagsredaktör och ansvarig för barnboksavdelningen på Rabén & Sjögren. Där arbetade hon fram till 1970 då hon gick i pension.

### Senare liv
År 1961 avled Astrid Lindgrens mor och åtta år senare fadern. Hon skrev då en novell om sina föräldrar, Samuel August från Sevedstorp och Hanna i Hult, som en följetong i tidningen Vi. Den utkom senare även som bok. Hon utgick från sin fars berättelser och kärleksbrev, som hon funnit i barndomshemmet.
I början av 1970-talet gick Lindgren i pension från bokförlaget Rabén & Sjögren. Flera närstående avled, däribland brodern Gunnar Ericsson. 
Åren 1963–1993 var Lindgren ledamot av Samfundet De Nio, där hon innehade stol 8 (1963–1973), stol 1, ordförande (1973–1986) och stol 4 (1986–1993). Hon mottog flera utmärkelser, bland annat Svenska Akademiens stora pris 1971. Enligt Lars Gyllensten var hon föreslagen att efterträda Pär Lagerkvist i Svenska Akademien, men förslaget fick ringa gehör hos akademiens ledamöter.
Hon gav sig även in i samhällsdebatten (se nedan) och detta fortsatte under 1980-talet då hon bland annat engagerade sig för djurs rättigheter. År 1986 dog sonen Lars. Astrid Lindgrens åttioårsdag 14 november 1987 firades på Göta Lejon i Stockholm. Under 1990-talet mottog hon fler utmärkelser. 1996 uppkallade Ryska vetenskapsakademin en asteroid efter henne (3204 Lindgren), något som fick henne att utbrista: ”Hädanefter får ni kalla mig Asteroid Lindgren”. Samma år som hon fyllde 90 år utnämndes hon till Årets svensk i världen.

### Död och begravning

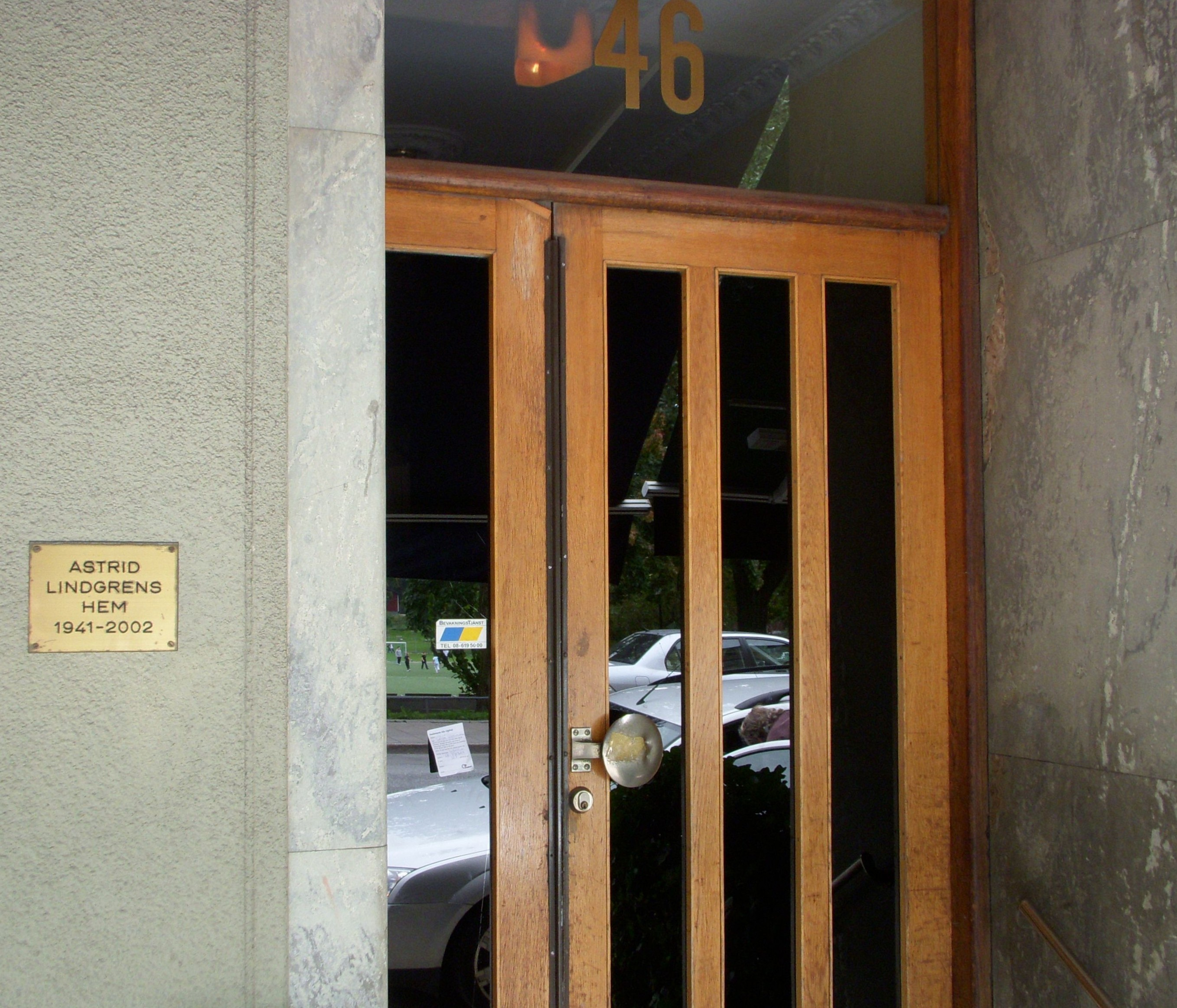
Dalagatan 46 i Stockholm var Astrid Lindgrens hem mellan 1941 och 2002.

Den 28 januari 2002 avled Astrid Lindgren i sitt hem på Dalagatan i Stockholm, 94 år gammal. Hennes begravning ägde rum i Storkyrkan i Gamla stan fredagen den 8 mars samma år. Bland gästerna fanns bland andra kung Carl XVI Gustaf med drottning Silvia och delar av den övriga kungafamiljen, statsminister Göran Persson, kulturminister Marita Ulvskog, riksdagens talman Birgitta Dahl, landshövdingen i Stockholms län Mats Hellström och kommunstyrelsens ordförande Carl Cederschiöld. Gudstjänsten leddes av Regina Karacsonyi. Dagens Nyheter beskrev ceremonin som "det närmaste man kan komma en statsbegravning".
Kistan hade förts till Storkyrkan från Adolf Fredriks kyrka. Bakom den svarta trävagnen, lånad från Skärkinds kyrka, ledde en flicka en vit osadlad hingst, en gammal begravningssymbol vid kungliga begravningar. Kortegen eskorterades av ridande poliser och livdragoner från Kungliga Livgardet. För musiken i Storkyrkan svarade bland andra Adolf Fredriks musikklasser, som bland annat sjöng "Idas sommarvisa". Tommy Körberg sjöng "Fattig bonddräng" ur filmen Emil i Lönneberga (1971). Melodin återkom sedan som improvisation på orgel när kistan bars ut. Akten direktsändes i SVT2. Lindgren gravsattes i hemstaden Vimmerby.

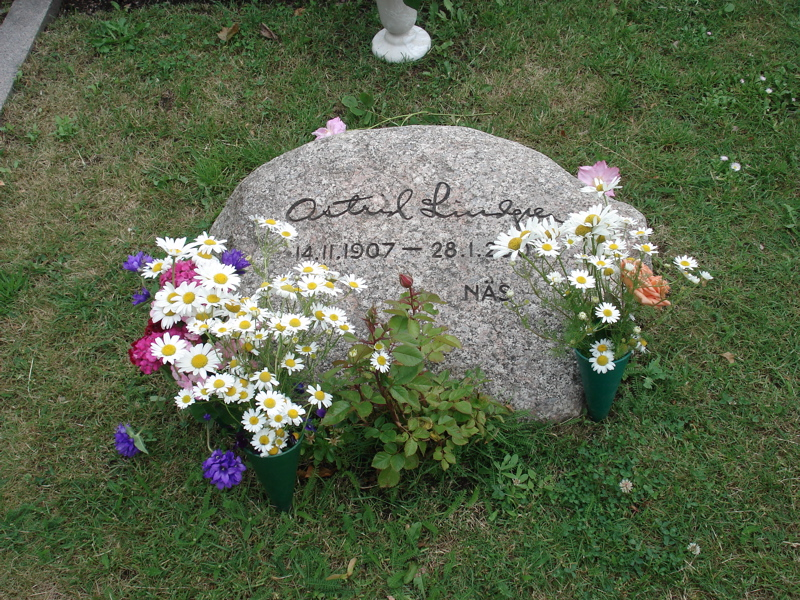
Astrid Lindgrens gravsten på Vimmerby kyrkogård Avd. 11, nr. 87.

## Författarskap

### Första böckerna
Astrid Lindgren började skriva på 1940-talet. När Lindgrens dotter var sjuk i lunginflammation bad hon om att få höra en berättelse och när modern då frågade:
| ”                  | 'Vad ska jag berätta?' svarade hon 'Berätta om Pippi Långstrump!' Hon hittade på det namnet just i det ögonblicket. | „ |
| – Astrid Lindgren, | |   |

Berättelserna om Pippi uppskattades av både Lindgrens dotter och hennes kamrater, i flera år. Därför passade Lindgren på att skriva ner berättelserna om Pippi när hon var tvungen att vila i samband med en illa stukad fot. I maj 1944, när hon fyllde 10, fick dottern Karin ett renskrivet manuskript med berättelsen om Pippi.
Lindgren bestämde sig också för att skicka en kopia till ett förlag, trots att hon misstänkte att det skulle refuseras på grund av den figur som Pippi var. Hon skickade manuskriptet till Bonniers förlag, men refuserades av förläggaren Gerard Bonnier som många år senare erkände att han tyckte att boken var för kontroversiell och att han inte vågade ge ut den. Under tiden som hon väntade på besked skrev hon ännu en berättelse. Då blev det en flickbok, Britt-Mari lättar sitt hjärta. Detta manuskript sändes in till Rabén & Sjögren som hade utlyst en tävling för flickböcker. Manuset fick andra pris och Lindgren gladdes åt vinsten. 1945 hade Rabén & Sjögren en ny tävling och till denna skickade författaren in en omarbetad version av Pippi, där Pippi inte var lika elak och uppnosig. Det fick första pris.
Pippi blev ett genombrott för författaren och boken blev en succé julen 1945. 1946 hade förlaget en pristävling för detektivböcker för unga. Detta inspirerade Lindgren till att skriva Mästerdetektiven Blomkvist och den fick ett delat första pris. Det blev den sista tävlingen, men skrivandet fortsatte.
Lindgren använde alltid stenografi i sina manuskript och först i början av 2020-talet har forskare kunnat tolka och studera dem.

### Fortsatt författarskap
Författandet omfattar nästan 40 böcker, bilderböcker, några teaterpjäser och visor. Dessutom skrev Lindgren filmmanus, radio- och tv-serier. Andra tidiga böcker är de två böckerna om Bullerbyn, Alla vi barn i Bullerbyn (1947) och Mera om oss barn i Bullerbyn (1949). Första boken, Alla vi barn i Bullerbyn, skickades in till samma tävling som hon 1945 skickade in Pippi Långstrump-manuset till. Trots att Alla vi barn i Bullerbyn då inte vann något pris köpte Rabén & Sjögren det för utgivning.
Ett flertal av Lindgrens böcker har filmatiserats och först ut var Mästerdetektiven Blomkvist (1947). 1950 tilldelades Astrid Lindgren Nils Holgersson-plaketten till Selma Lagerlöfs minne. Efter detta började hennes böcker att sälja i mångmiljonupplagor och översättas till många språk. Bland de mest kända figurerna kan nämnas Kalle Blomkvist (1951) Mio, min Mio (1954), Lillebror och Karlsson på taket (1955), Madicken (1960), Emil i Lönneberga (1963), Barnen på Saltkråkan (1964), Bröderna Lejonhjärta (1973) och Ronja rövardotter (1981).
Astrid Lindgren tilldelades 1958 H.C. Andersen-medaljen. Hon valdes 1963 in i Samfundet de nio, som första barnboksförfattare. 1970 gick Lindgren i pension från Rabén & Sjögren och året efter mottog hon Svenska Akademins stora guldmedalj och Litteris et Artibus. Än idag upptäcker många nya barn Lindgrens böcker, och Pippi Långstrump är fortfarande en av de mest lånade böckerna på svenska bibliotek. Siffror från 2014 talar om att den världsomspännande försäljningen av böcker är ca 150 miljoner exemplar.

### Översättningar
År 2019 räknades antalet översättningar till 107 språk och språkvarianter. Utöver detta finns första kapitlet av Ronja Rövardotter på latin och Emil-böckerna på pitebondska publicerat i en tidning. Dessutom har "Idas sommarvisa" översatts till transpiranto i Grönköpings Veckoblad. Fram till 1997 hade internationellt utkommit totalt 3 000 utgåvor, och globalt har hennes böcker sammanlagt sålt i cirka 165 miljoner exemplar. Många av hennes verk har översatts till engelska av översättaren Joan Tate.

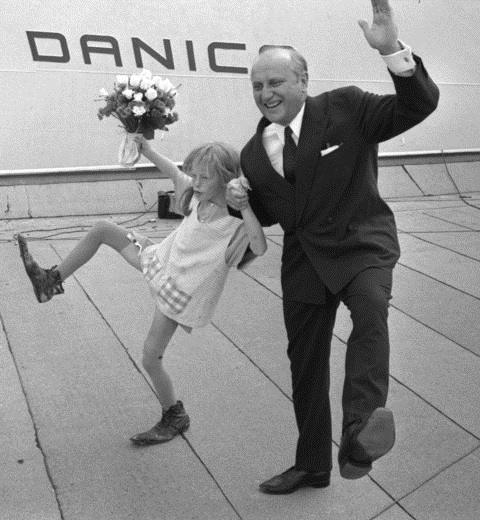
Pippi Långstrump (Inger Nilsson) och redare Sten A. Olsson inviger MS Stena Danica II, 1969.

Den första tyska översättningen som gavs ut var Pippi Långstrump (1949) på förlaget Verlag Friedrich Oetinger, men Pippi Långstrump hade tidigare översatts till danska, finska, norska och isländska. Oetinger grundades 1946, och 1949 var Friedrich Oetinger (1907–86) på besök i Stockholm för att träffa Gunnar Myrdal. I en bokhandel fick han höra talas om Pippi Långstrump och tog snabbt kontakt med förlaget för att skaffa sig utgivningsrätten på tyska. Då hade redan fem tyska förlag tackat nej när Rabén & Sjögrens förlag hade försökt sälja Pippi Långstrump. Oetinger började samma år sin framgångsrika utgivning av Astrid Lindgrens böcker, via boken Pippi Langstrumpf. Tyskland är ett av de länder där Lindgren och hennes böcker fått störst uppmärksamhet, exempelvis bär 186 tyska skolor hennes namn.
Den franska utgåvan av Pippi Långstrump som gavs ut 1951 av Hachette var dock inte särskilt bokstavstrogen gentemot författaren. I den utgåvan har förlaget tagit bort långa stycken och gjort om texten för att inte ta med sådant som ansågs vara anarkism och provokationer. En ny komplett översättning till franska kom först 1995.
År 1973 kom Emil i Lönneberga, Zozo la tornade på franska, men översättaren hade gjort om Emil till en läspande fransk bondpojke. Sedan 2008 finns dock Emil i en ny fransk översättning, trogen originalet (alla tre Emil-böckerna kom ut samtidigt). Där har han dessutom döpts om och heter nu Emil även på franska.
I Sovjetunionen har Lindgrens böcker getts ut i rejält stora upplagor. Särskilt populär var Karlsson på taket, som översattes till ryska redan 1957. Den ryska översättningen var dock under all kritik: "rar liten gumma" översattes till "sällsynt liten gumma" och "Flygande tunnan" översattes till "flygande ölfat". Astrid Lindgrens böcker har på ryska sålts i över 10 miljoner exemplar, och Karlsson på taket är så populär att dåvarande statsminister Ingvar Carlsson fick höra att han är "fel Karlsson" när han besökte Moskva.

## Samarbeten och andra aktiviteter

### Illustratörer
Fyra tecknare har i huvudsak illustrerat Astrid Lindgrens verk: Ingrid Vang Nyman, som stod för teckningarna till böckerna om Pippi, Björn Berg, som illustrerade Emil-böckerna, Eric Palmquist, som tecknade böckerna om Rasmus liksom i senare upplagor av böckerna om Kalle Blomkvist, samt Ilon Wikland, som tecknade böckerna om Lotta, Karlsson på taket, Madicken, Saltkråkan, Nils Karlsson Pyssling (undantaget äldre upplagor), Ronja, Mio, Bröderna Lejonhjärta samt novellsamlingen Sunnanäng. Bullerbybarnen och Kajsa Kavat har tolkats av såväl Vang Nyman som Wikland.
Utöver dessa fyra kom även ett antal illustratörer att teckna för enskilda böcker:
De äldre upplagorna av Nils Karlsson Pyssling och Kalle Blomkvist-trilogin tecknades av Eva Billow respektive Eva Laurell och Kerstin Thorvall. Marika Delin gjorde bilderna till novellen Assar Bubbla och Lindgrens fristående bilderböcker illustrerades av Ilon Wikland, Marit Törnqvist, Birgitta Nordenskjöld, Hans Arnold, Svend Otto S, Harald Wiberg, Lars Klinting, Pija Lindenbaum och Maria Nilsson Thore. Teckningarna till flickbokstrilogin om Kati gjordes av Margit Uppenberg (Kati i Amerika och Kati i Italien) och Maivor Persson Malm (Kati i Paris), medan Britt-Mari lättar sitt hjärta illustrerades av Ulla Sundin-Wickman. Kerstin och jag saknar illustrationer.

### Lindgren i samhällsdebatten
Lindgrens medkänsla för samhällets utsatta framgår av hennes böcker. Bortsett från ett fåtal undantag höll hon sig dock undan från den offentliga debatten tills hon vid 70 års ålder deltog i debatten vid valrörelsen till riksdagsvalet 1976. Hon var själv övertygad socialdemokrat och röstade socialdemokratiskt från mitten av 1940-talet men reagerade starkt när hon upptäckte att hon som egenföretagare fick en sammanräknad marginalskatt på 102% (i form av arbetsgivaravgift och inkomstskatt). I flera intervjuer berättade hon att hon "med glädje betalar skatt", men att det i hennes fall hade gått till överdrift. Som kritik skrev hon den allegoriska Pomperipossa i Monismanien som parodierade den höga skattesatsen i Expressen. Sagan väckte stor uppmärksamhet och dåvarande finansminister Gunnar Sträng kommenterade den med: "Artikeln är en intressant kombination av stimulerande litterär förmåga och djup okunskap om skattepolitikens irrgångar. Men det begär vi ju inte att Astrid Lindgren ska klara." Lindgren svarade på kritiken i Expressen:
| ”                                                               | Ja, han säger att 'det begär vi inte att Astrid Lindgren ska klara,' men jag begär att Gunnar Sträng ska klara det! Och jag tycker inte det verkar som att han räknar så stort mycket bättre än jag – det här som han påstår är felräknat det är i så fall Riksskatteverket som har räknat fel, för jag har siffrorna därifrån." | „ |
| – Astrid Lindgren, Pomperipossa-debatten Expressen 10 mars 1976 | |   |

Det uppstod omfattande kritik mot skatteuttaget i Sverige, dels för själva utformningen av skattesystemet, dels som en reaktion från bemötande från Sträng och regeringen. Samma år förlorade den socialdemokratiska regeringen makten vid riksdagsvalet för första gången på 40 år. Sagan och debatten kring den blev en viktig del i valrörelsen 1976 och bedöms ha påverkat valresultatet.
Hon tog tydligt ställning mot kärnkraft inför omröstningen 1980 och skrev: 
| ”                                                      | Detta land är inte till salu, det tillhör oss och våra barn och vi vill behålla det så att vi kan leva där. Dess sockel av granit ska inte proppas med radioaktivt avfall, som i alla evighet ska ligga där och hota ofödda generationer. | „ |
| – Astrid Lindgren, Inför folkomröstningen om kärnkraft | |   |

Det som engagerade henne mest var dock barn- och djurskyddsfrågor. Hon skrev boken Min ko vill ha roligt tillsammans med veterinären Kristina Forslund och förde under tre års tid en djurskyddskampanj i Expressen. Den började via en debattartikel hon skrev 1985 i Dagens Nyheter. Där skrevs bland annat "Kor och hagar behöver varandra, och vi behöver hagar och kor, friska kor, men så bra får det inte längre vara i Sverige."
Statsminister Ingvar Carlsson gav henne på åttioårsdagen en djurskyddslag, Lex Lindgren. Lindgren var först mycket glad över lagen, men beskrev den senare som "fisig", då den inte höll det han utlovat. Engagemanget bidrog dock till ett uppmärksammande av djurskyddsfrågorna.
Då hon 1978 tilldelats tyska bokhandelns fredspris skrev hon talet "Aldrig våld!" Efter att ha läst det ville dock arrangörerna inte att hon skulle hålla det, eftersom hon jämförde våld i hemmen med våld i världen – något som ansågs kunna uppröra den tyska publiken. Lindgren menade att om man gav priset till en barnboksförfattare fick man räkna med att hon skulle utgå från barnkammaren, och om hon inte fick hålla talet skulle hon avstå från att komma. Talet hölls till slut. Sverige fick en ny lag mot barnaga året efter, så Lindgrens uttalande låg väl i tiden. Svenska institutet och Riksutställningar skapade 2003 de två utställningarna Trygghet och frihet – leken som kraftkälla inspirerat av Astrid Lindgren. De kommenterade också kopplingen: "Det är naturligt att koppla Astrid Lindgren till frågor rörande barnens rättigheter i samhället. Hon förde fram barnens rättigheter 50 år före FN:s barnkonvention och 30 år före den svenska lagen mot barnaga."
Astrid Lindgren var medlem av den antiimperialistiska organisationen Folket i Bild/Kulturfront.
Lindgren engagerade sig även djupt i flyktingfrågor, i och med utvisningen av familjen Sincari från Åsele. Bland annat betalade hon Rojda och Jinda Sincaris läkar- och biomedicinarestudier ur egen ficka.

### Religiösa inslag i texterna
Trots att Astrid Lindgren har beskrivits som agnostiker är några av hennes texter späckade med bibelallusioner, frälsar- och paradismyter samt religiösa livsfrågor, exempelvis berättelserna Mio, min Mio, Bröderna Lejonhjärta och "Spelar min lind, sjunger min näktergal", och sångtexten "Fattig bonddräng".

## Mottagande och eftermäle

### Kritik och analys
Den första boken om Pippi Långstrump fick mycket stor uppmärksamhet och i huvudsak goda recensioner. Exempelvis skrev recensenten Emmy Reventberg i Norrköpings Tidningar: "En så frisk, originell och genomrolig barnbok som Pippi Långstrump har inte undertecknad läst på mycket länge." och Dagens Nyheter skriver att: 
| ”                                               | Det är damen som gör vad som faller henne in, men man kan knappast oroa sig för att läsarna kommer att imitera henne, därtill är upptågen för befängda. Roligt får de emellertid, och Pippi är innanför galenskaperna så rar, att de kommer att tycka om henne också. | „ |
| – Dagens Nyheter, Recension av Pippi Långstrump | |   |

 Ytterligare två böcker om Pippi gavs ut, Pippi Långstrump går ombord (1946) och Pippi Långstrump i Söderhavet (1948).

### Forskning
Eva Wahlström har i en avhandling från Göteborgs universitet visat att Astrid Lindgren tidigt inspirerats starkt av två tidigare barnboksförfattare, Karin Michaëlis och Ester Blenda Nordström. Deras huvudpersoner Bibi respektive Ann-Mari uppvisar både till språk och handling många paralleller till främst Pippi Långstrump, men även till Emil i Lönneberga. En av Wahlströms slutsatser är att Lindgren skall ses mer som en traditionalist än en förnyare i barnboksgenren.
Bettina Kümmerling-Meibauer från Tyskland innehar för närvarande (2011) Linnéuniversitetets gästprofessur till Astrid Lindgrens minne. Kümmerling-Meibauer har bland annat ägnat studier åt fotografisamlingar från olika delar av Lindgrens liv. 
5 februari 2010 talade gästprofessor Astrid Surmatz, den första som tillträdde ämbetet till Astrid Lindgrens minne, vid Linnéuniversitetet om Astrid Lindgren, om förebilden Pippi Långstrump samt om entreprenörskapsandan i böckerna och i Vimmerby. Childhood research in literature, language and learning (CHILLL) är en forskargrupp vid just Linnéuniveritetet som ägnar sig åt bland annat Astrid Lindgren-forskning. Mellan 18 och 20 september 2008 hölls en konferens i Växjö, Astrid Lindgren: Internationality and Intermediality. Fokus var på Lindgren i utländsk forskning.

## Minnen och i kulturen

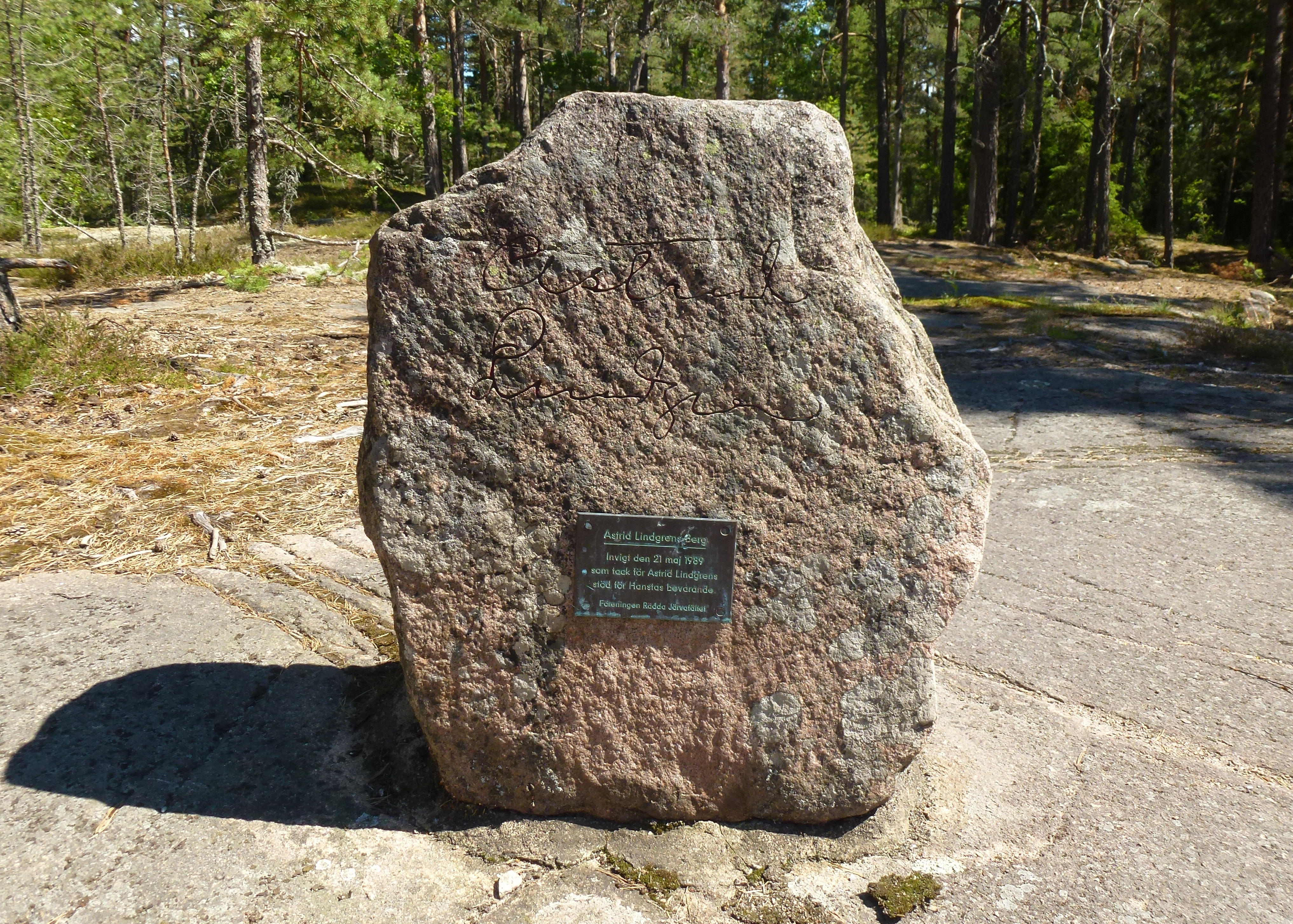
Minnessten på Astrid Lindgrens berg.

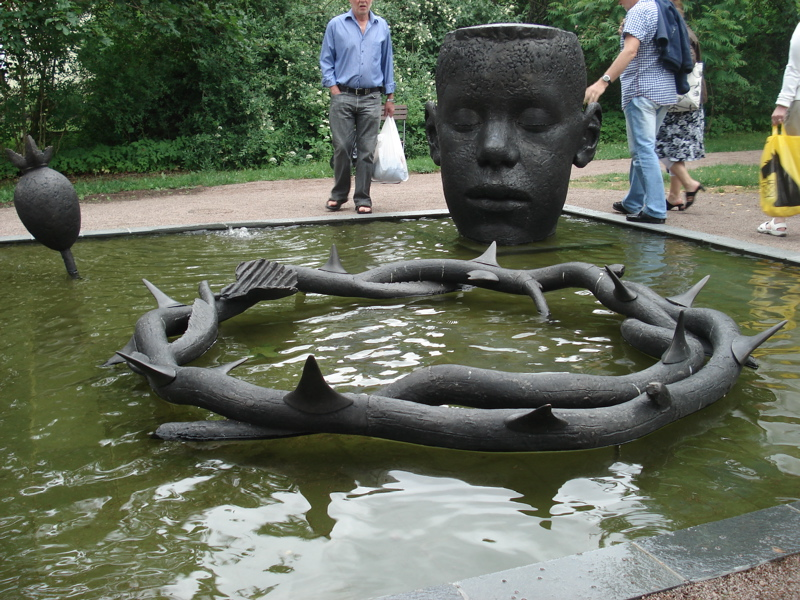
Källa Astrid, placerad på Lindgrens barndomsgård Näs.

Ett minnesmynt med Astrid Lindgren utgivet 2002, valören är 50 Kr, på baksidan Pippi Långstrump och hennes apa Herr Nilsson

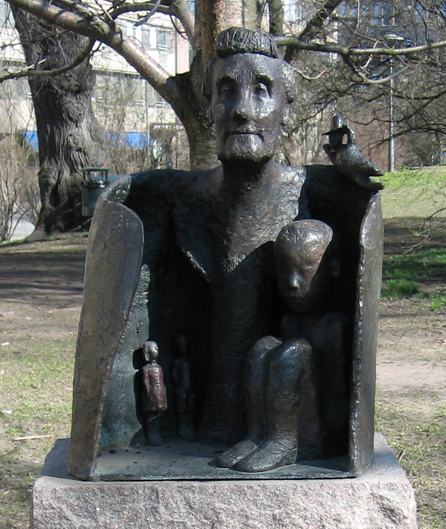
Majalisa Alexandersons skulptur i Tegnérlunden i Stockholm, från 1996, föreställande Astrid Lindgren.

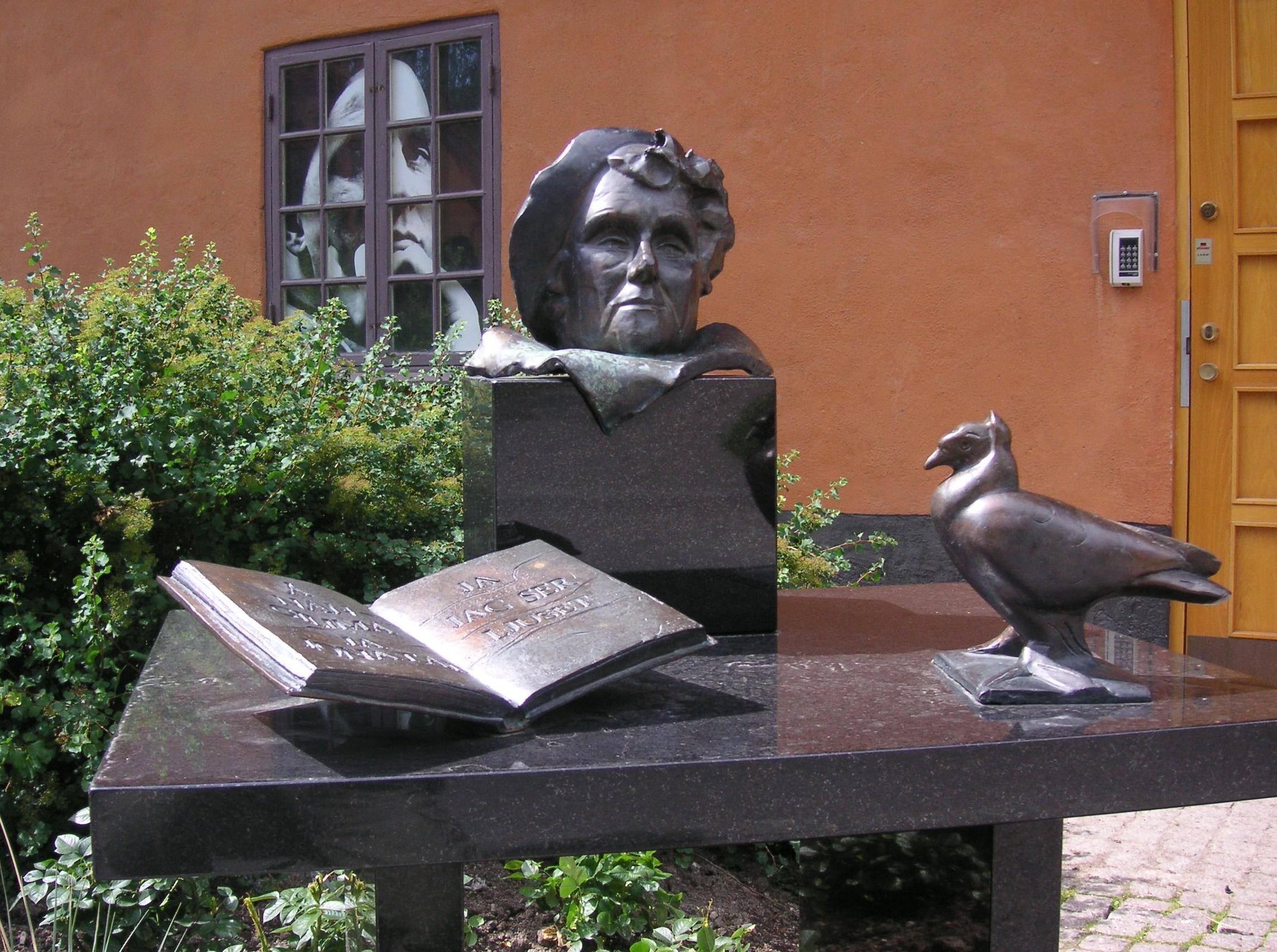
Astrid Lindgren-skulptur av Herta Hillfon, vid Filmstaden, Solna (i fönstret syns Ingmar Bergman).

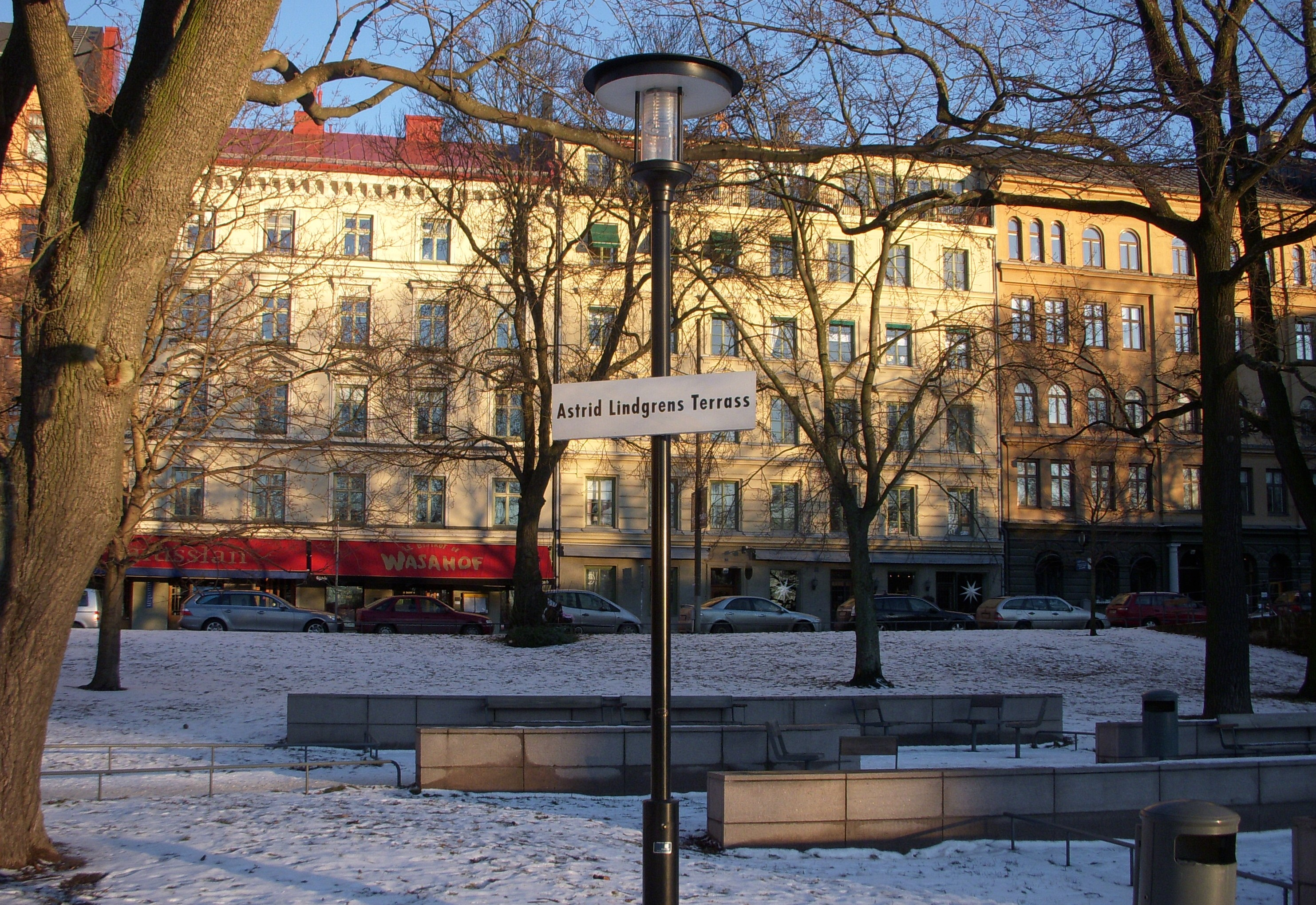
Astrid Lindgrens Terrass i Vasaparken, invigd år 2006. I bakgrunden Lindgrens bostadshus (med röda markiser).

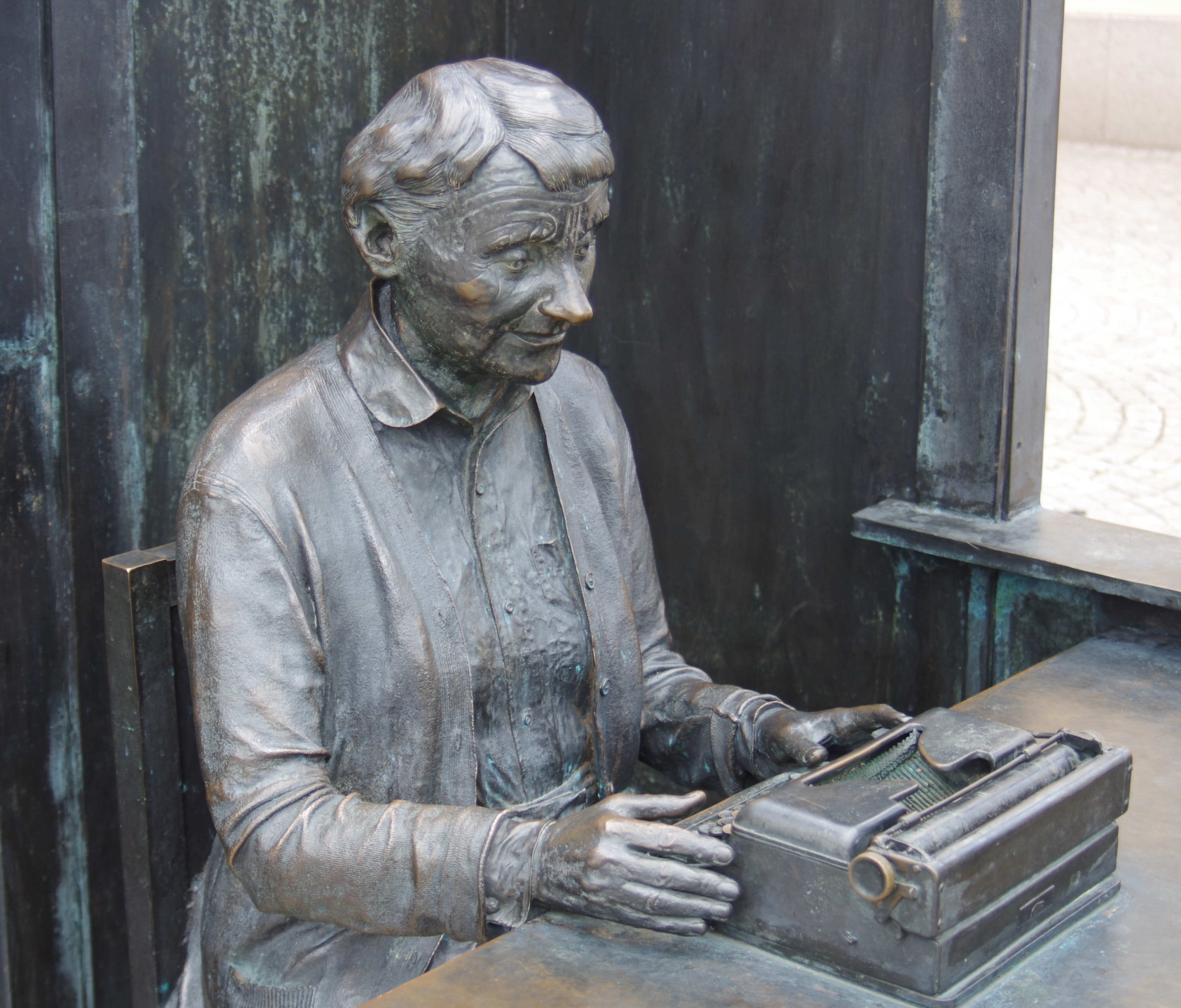
Astrid Lindgren vid skrivmaskinen. Staty skapad av Marie-Louise Ekman, placerad på Stora Torget i Vimmerby.

.

### Astrid Lindgrens berg
Astrid Lindgrens berg är ett 55 meter högt berg i Hansta naturreservat i norra Stockholm. Sedan 1960-talet gjordes upprepade försök att bebygga trakten med bostadshus och centrumanläggning. På grund av protester skrinlades samtliga planer. En person som engagerade sig i kampanjen "Rädda Hansta" var Astrid Lindgren, efter henne uppkallades ett berg inne i naturreservatet med en minnessten som restes i maj 1989. Minnesstenen bär Lindgrens namnteckning och en kopparskylt med texten: "Invigd den 21 maj 1989 som tack för Astrid Lindgrens stöd för Hanstas bevarande – Föreningen Rädda Järvafältet".

### Astrid Lindgren-statyn och konstverket Källa Astrid i Vimmerby
1 juni 2007  invigdes en Astrid Lindgren-staty utförd av konstnären Marie-Louise Ekman på Stora Torget i Vimmerby. Den 2 juni 2007 invigdes konstverket Källa Astrid av Berit Lindfeldt, avsett för Stortorget i Vimmerby, men som efter protester har placerats i trädgården på Astrid Lindgrens barndomsgård Näs. Detta efter beslut av Vimmerby kommun den 8 mars 2005.

### Andra minnesmärken
Maja-Lisa Alexandersson har gjort en skulptur som är placerad i Tegnérlunden i Stockholm. Dessutom finns en skulptur av Hertha Hillfon vid Filmstaden i Solna.

### Sedel
I april 2011 meddelade Sveriges Riksbank att en av de nya sedlar som planerades att ges ut från 2015–2016 kommer att prydas av ett porträtt av Astrid Lindgren. Hon, tillsammans med de övriga, valdes utifrån att ha fyllt kriterierna: "att personerna ska ha haft sin verksamhet under 1900-talet, de ska ha en folklig förankring och gärna ett internationellt anseende. Dessutom ska de representera olika delar av Sverige." Astrid Lindgren och hennes hemlandskap Småland pryder den nya 20-kronorssedeln, som gavs ut 1 oktober 2015.

### Astrid Lindgren-arkivet på världsarvslista
Samlingen med Astrid Lindgrens originalmanuskript i Kungliga Biblioteket blev 2005 uppsatt på Unescos världsminneslista.

### Astrid Lindgrens lägenhet
Astrid Lindgrens hem, en lägenhet på fyra rum och kök på Dalagatan 46, är sedan november 2015 tillgänglig för besökande grupper i regi av Astrid Lindgrensällskapet. Lägenheten är bevarad i intakt skick sedan hennes död.

### Astrid Lindgren-sällskapet
Astrid Lindgren-sällskapet bildades kort efter Astrid Lindgrens död, i maj 2002. Sällskapets syfte är bland annat att främja kunskapen och forskningen om författarinnan och hennes verk. Förutom ett medlemsblad som skickas ut fyra gånger om året, ger sällskapet också ut en skriftserie med texter om och av Lindgren.

### Biografisk film
År 2018 gjordes det en dansk-svensk biografisk film om Astrid Lindgrens barndom vid namn Unga Astrid.

## Priser och utmärkelser
- Medaljen Litteris et Artibus i guld (1975)
- Ledamot av Vasaorden (1968)[65]
- Medaljen Illis Quorum i guld av 12:e storleken (1985)
- Stockholms stads S:t Eriksmedaljen i guld (1993)
- Frihetsorden i brons (1996)
- Officer av Arts et Lettres-orden (1991)

- 1944 – Andra pris i Rabén & Sjögrens pristävlan om flickböcker (Britt-Mari lättar sitt hjärta)
- 1945 – Första pris i Rabén & Sjögrens pristävlan om barnböcker (Pippi-Långstrump)
- 1945 – Svenska Dagbladets litteraturpris
- 1950 – Nils Holgersson-plaketten för Nils-Karlsson Pyssling
- 1956 – Tyska Sonderpreis för Mio, min Mio
- 1956 – Deutscher Jugendliteraturpreis
- 1957 – Statens stipendium åt författare av hög litterär förtjänst
- 1958 – H C Andersen-medaljen för Rasmus på luffen
- 1963 – Astrid Lindgren blev som första barnboksförfattare invald i Samfundet de Nio
- 1963 – New York Herald Tribune Spring Festival Award
- 1964 – Tidningen Vi:s litteraturpris
- 196? – Hedersledamot vid Kalmar nation i Uppsala
- 1965 – Statens konstnärsbelöning
- 1966 – Svensk Damtidnings litteraturstipendium
- 1970 – Expressens Heffaklump för Än lever Emil i Lönneberga
- 1970 – Litteraturfrämjandets hederspris Guldskeppet
- 1970 – Lewis Carroll Shelf Award för Jul i stallet med bilder av Harald Wiberg
- 1971 – Svenska Akademiens stora pris
- 1973 – BMF-plaketten för Bröderna Lejonhjärta
- 1973 – Hedersdoktor vid Linköpings universitet
- 1973 – The Brooklyn Art Books for Children Citations för Jul i stallet med bilder av Harald Wiberg
- 1973 – Lewis Carroll Shelf Award för Pippi Långstrump
- 1974 – Polska utmärkelsen Medalj för leende
- 1975 – Holländska utmärkelsen Silvergaffeln
- 1977 – Svenska Deckarakademins pris för Barn- och ungdomsdeckare
- 1978 – Friedenspreis des Deutschen Buchhandels
- 1978 – International Writer's Prize, Wales (Welsh Arts Council)
- 1978 – Hedersdoktor vid universitetet i Leicester
- 1979 – Janusz Korczak-priset för Bröderna Lejonhjärta (polska sektionen av IBBY)
- 1983 – Vimmerby kommuns kulturpris
- 1984 – Dag Hammarskjöld-medaljen (Svenska Turistföreningen)
- 1984 – John Hansson Award
- 1984 – Mildred L. Batchelder Award för Ronja Rövardotter
- 1985 – Jovanovic Zmaj-priset (Jugoslaviskt barnbokspris)
- 1985 – Karen Blixen-medaljen (Dansk Akademi)
- 1985 – Franska utmärkelsen Loisirs jeune élu par l'enfant
- 1986 – LEGO-priset (Danmark) (delat med Bruno Munari, Italien)
- 1986 – Stiftelsen Selma Lagerlöfs litteraturpris
- 1986 – Swede of the Year (Swedish Council of America)
- 1986 – Årets djurvän (Svenska Djurskyddsföreningen)
- 1987 – Amningshjälpens Bröstpris för Ronja Rövardotter
- 1987 – Tolstojmedaljen
- 1988 – Filmbranschens hederspris, som utdelades i samband med Guldbaggegalan
- 1988 – Haro-medaljen
- 1989 – Hedersdoktor vid Universitetet i Warszawa
- 1989 – Albert Schweitzer-medaljen, Washington
- 1990 – De fyra flickornas medalj (ryska författarförbundet)
- 1990 – Frödingstipendiet
- 1991 – Joseph Wood Krutch-medaljen (USA)
- 1991 – Officer av den franska orden Arts et lettres
- 1991 – Årets Pitebo
- 1992 – Årets smålänning
- 1993 – Foreign Press Association of Sweden
- 1993 – S:t Eriksmedaljen
- 1993 – Unesco Book Award
- 1994 – Albert Engström-priset
- 1994 – Danska Traesko-priset
- 1994 – Deutscher Videopreis
- 1994 – Right Livelihood Award för sin kamp både för barns och djurs rättigheter
- 1994 – SBI:s förtjänstbrosch
- 1994 – Telias Talarpris
- 1995 – Allmänna Barnhusets stora pris
- 1995 – Mickelpriset, Berättarnätet Kronoberg
- 1995 – The Golden Ark Award
- 1996 – Gabriela Mistral-priset (Chile)
- 1996 – Honorary Sign of Freedom (Slovenien)
- 1996 – Guldskiva för Världens bästa Astrid
- 1997 – Bris-priset
- 1997 – Mensapriset
- 1997 – Torgny Segerstedts Frihetspenna
- 1997 – Wilhelm Hansen-fondens pris
- 1997 – Årets svensk i världen
- 1998 – Hedersledamot i Svenska naturskyddsföreningen
- 1999 – Vald till Århundradets svensk av Aftonbladets läsare SKKPF:s stipendium
- 2000 – Hedersdoktor vid Linköpings universitet
- 2001 – Grammis (Juryns hederspris) tillsammans med Georg Riedel
- 2001 – Solstickepriset för skapande av olika sagofigurer som ingjutit mod och kraft i sjuka och handikappade barn
- 2002 – Corine – Internationaler Buchpreis postumt för sitt livsverk
- 2003 – Postumt hedersdiplom utdelat av SCIRA

Uppgifterna kommer från www.astridlindgren.com.

### Utmärkelser uppkallade efter Astrid Lindgren
- Astrid Lindgren-priset, instiftat 1967 av Rabén & Sjögren
- Litteraturpriset till Astrid Lindgrens minne (Astrid Lindgren Memorial Award), instiftat 2002 av Sveriges regering. Prissumman är på 5 miljoner kronor, vilket är världens största litteraturpris efter Nobelpriset i litteratur
- Samfundet De Nios Astrid Lindgren-pris, instiftat 1997 och prissumman är på 125 000 kronor
- Emilpriset, instiftat 1995 av Smålands akademi
- Astrid Lindgren-gästprofessuren vid Linnéuniversitetet i Växjö/Kalmar

## Verk

### Figurer

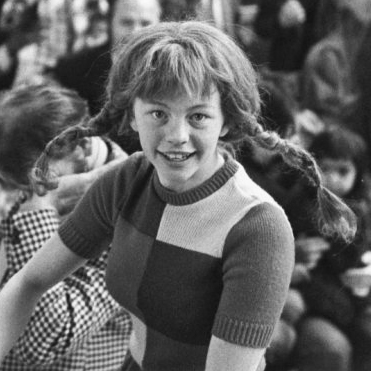
Pippi Långstrump gestaltad av Inger Nilsson.

- Pippi Långstrump (skapad 1945, figurerar i 3 romaner, 1 novell och 9 bilderböcker)
- Kalle Blomkvist (1946, 3 romaner)
- Barnen i Bullerbyn (1947, 3 romaner och 3 bilderböcker)
- Nils Karlsson Pyssling (1949, 1 novell och 1 bilderbok)
- Kati (1949–1950, 3 romaner)
- Kajsa Kavat (1950, 1 novell och 1 bilderbok)
- Mio (1954, 1 roman)
- Karlsson på taket (1955, 3 romaner)
- Rasmus på luffen (1956, 1 roman)
- Lotta på Bråkmakargatan (1956, 2 romaner och 3 bilderböcker)
- Rasmus Persson (1957, 1 roman)
- Madicken (1960, 2 romaner, 2 noveller och 1 bilderbok)
- Emil i Lönneberga (1963, 3 romaner, 3 noveller och 4 bilderböcker)
- Tjorven (1964, 1 roman och 1 bilderbok)
- Bröderna Lejonhjärta (1973, 1 roman)
- Ronja rövardotter (1981, 1 roman)

#### Barn- och ungdomsböcker samt novellsamlingar
- 1944 – Britt-Mari lättar sitt hjärta
- 1945 – Pippi Långstrump
- 1945 – Kerstin och jag
- 1946 – Pippi Långstrump går ombord
- 1946 – Mästerdetektiven Blomkvist
- 1947 – Alla vi barn i Bullerbyn
- 1948 – Pippi Långstrump i Söderhavet
- 1949 – Mera om oss barn i Bullerbyn
- 1949 – Nils Karlsson Pyssling (novellsamling med bl.a. Peter och Petra)
- 1950 – Kajsa Kavat (novellsamling)
- 1950 – Kati i Amerika
- 1951 – Mästerdetektiven Blomkvist lever farligt
- 1952 – Kati på Kaptensgatan (senare omdöpt till Kati i Italien)
- 1952 – Bara roligt i Bullerbyn
- 1953 – Kalle Blomkvist och Rasmus
- 1954 – Mio, min Mio
- 1954 – Kati i Paris
- 1955 – Lillebror och Karlsson på taket
- 1956 – Rasmus på luffen
- 1956 – Barnen på Bråkmakargatan
- 1957 – Rasmus, Pontus och Toker
- 1959 – Sunnanäng (novellsamling)
- 1960 – Madicken
- 1961 – Lotta på Bråkmakargatan
- 1962 – Karlsson på taket flyger igen
- 1963 – Emil i Lönneberga
- 1964 – Vi på Saltkråkan
- 1966 – Nya hyss av Emil i Lönneberga
- 1968 – Karlsson på taket smyger igen
- 1970 – Än lever Emil i Lönneberga
- 1973 – Bröderna Lejonhjärta
- 1976 – Madicken och Junibackens Pims
- 1981 – Ronja rövardotter

#### Noveller
- 1949 – I skymningslandet
- 1979 – Pippi Långstrump har julgransplundring
- 1984 – När lilla Ida skulle göra hyss
- 1985 – Emils hyss nr 325
- 1986 – Inget knussel, sa Emil i Lönneberga
- 1987 – Assar Bubbla eller Det var nära ögat att det inte blev någon bok om Pippi Långstrump
- 1991 – När Lisabet pillade in en ärta i näsan
- 1993 – Jullov är ett bra påhitt, sa Madicken

#### Bilderböcker
- 1947 – Jag vill inte gå och lägga mej (illustrationer av Birgitta Nordenskjöld – senare släppt i nyupplaga med illustrationer av Ilon Wikland)
- 1947 – Känner du Pippi Långstrump?
- 1951 – Jag vill också gå i skolan (illustrationer av Birgitta Nordenskjöld – senare släppt i nyupplaga med illustrationer av Ilon Wikland)
- 1954 – Jag vill också ha ett syskon (illustrationer av Birgitta Nordenskjöld – senare släppt i nyupplaga med illustrationer av Ilon Wikland)
- 1956 – Nils Karlsson-Pyssling flyttar in
- 1958 – Kajsa Kavat hjälper mormor
- 1961 – Jul i stallet (ill. Harald Wiberg, nyutgåva: ill. Lars Klinting)
- 1963 – Jul i Bullerbyn
- 1965 – Vår i Bullerbyn
- 1966 – Barnens dag i Bullerbyn
- 1967 – Skrållan och sjörövarna
- 1969 – Pippi flyttar in
- 1969 – Pippi ordnar allt
- 1970 – Pippi är starkast i världen
- 1970 – Pippi håller kalas
- 1971 – Visst kan Lotta cykla
- 1971 – På rymmen med Pippi Långstrump
- 1971 – Pippi går till sjöss
- 1971 – Pippi vill inte bli stor
- 1972 – Den där Emil
- 1973 – Allrakäraste syster (ur novellsamlingen Nils Karlsson Pyssling, ill. Hans Arnold)
- 1976 – När Emil skulle dra ut Linas tand
- 1977 – Visst kan Lotta nästan allting
- 1983 – Titta Madicken, det snöar!
- 1984 – Spelar min lind, sjunger min näktergal (ur novellsamlingen Sunnanäng, ill. Svend Otto S)
- 1985 – Draken med de röda ögonen (ill. Ilon Wikland)
- 1986 – Skinn Skerping – hemskast av alla spöken i Småland (ill. Ilon Wikland)
- 1989 – När Bäckhultarn for till stan (ill. Marit Törnqvist)
- 1990 – Visst är Lotta en glad unge
- 1991 – När Adam Engelbrekt blev tvärarg (ur novellsamlingen Kajsa Kavat, ill. Marit Törnqvist)
- 1994 – I skymningslandet (ur novellsamlingen Nils Karlsson Pyssling, ill. Marit Törnqvist)
- 1995 – Emil med paltsmeten
- 1997 – Emil och soppskålen
- 2000 – Pippi Långstrump i Humlegården
- 2002 – Mirabell (ur novellsamlingen Nils Karlsson Pyssling, ill. Pija Lindenbaum)
- 2003 – Sunnanäng (ur novellsamlingen Sunnanäng, ill. Marit Törnqvist)
- 2017 – Räven och Tomten (fritt efter en dikt av Karl-Erik Forsslund, ill. Eva Eriksson)
- 2019 – Ett litet djur åt Pelle (ill. Maria Nilsson Thore)
- 2019 – Alla ska sova (ill. Marit Törnqvist)
- 2020 – Pippi på rymmen (ill. Fabian Göranson)
- 2020 – Pippi firar födelsedag (ill. Ingrid Vang Nyman)
- 2020 – Far ända in i baljan (ill. Maria Nilsson Thore)

#### Fotoberättelser
Fotografier av Anna Riwkin-Brick eller Camilla Koffler.
- 1956 – Eva möter Noriko-san
- 1958 – Sia bor på Kilimandjaro
- 1959 – Mina svenska kusiner
- 1960 – Sötast i världen
- 1960 – Lilibet, cirkusbarn
- 1962 – Marko bor i Jugoslavien
- 1963 – Jackie bor i Holland
- 1965 – Randi bor i Norge
- 1966 – Noy bor i Thailand
- 1968 – Matti bor i Finland

#### Biografier
- 1971 – Mina påhitt
- 1975 – Samuel August från Sevedstorp och Hanna i Hult
- 1992 – En jul i Småland för länge sen

#### Övriga böcker
- 1959 – Pjäser för barn och ungdom
- 1991 – Hujedamej och andra visor av Astrid Lindgren

#### Samlingsvolymer
- 1952 – Boken om Pippi Långstrump (Innehåller Pippi Långstrump, Pippi Långstrump går ombord och Pippi Långstrump i Söderhavet – samtliga dock i redigerat skick)
- 1961 – Bullerbyboken (Innehåller Alla vi barn i Bullerbyn, Mera om oss barn i Bullerbyn och Bara roligt i Bullerbyn)
- 1967 – Salikons rosor (Innehåller novellsamlingarna Sunnanäng och Nils Karlsson-Pyssling samt första kapitlet ur Mio, min Mio)
- 1972 – Allt om Karlsson på taket (Innehåller Lillebror och Karlsson på taket, Karlsson på taket flyger igen och Karlsson på taket smyger igen
- 1980 – Sagorna (Innehåller novellsamlingarna Nils Karlsson-Pyssling och Sunnanäng samt Draken med de röda ögonen och avsnitt ur Bröderna Lejonhjärta, Karlsson på taket flyger igen och Mio, min Mio)
- 1982 – Småländsk tjurfäktare (Innehåller novellsamlingen Kajsa Kavat och Barnen på Bråkmakargatan, samt Bäckhultarn far till stan, och avsnitt ur Vi på Saltkråkan, Mera om oss barn i Bullerbyn, Madicken och Än lever Emil i Lönneberga)
- 1983 – Allas vår Madicken (Innehåller Madicken och Madicken och Junibackens Pims)
- 1984 – Stora Emilboken (Innehåller Emil i Lönneberga, Nya hyss av Emil i Lönneberga och Än lever Emil i Lönneberga)
- 1985 – Julberättelser (Innehåller avsnitt ur Kajsa Kavat, Mera om oss barn i Bullerbyn, Madicken, Nya hyss av Emil i Lönneberga, Än lever Emil i Lönneberga, samt bilderböckerna Jul i stallet, Kajsa Kavat hjälper mormor, Titta, Madicken, det snöar och Visst kan Lotta nästan allting)
- 1989 – Ida och Emil i Lönneberga (Innehåller Emils hyss nr 325, När lilla Ida skulle göra hyss och Inget knussel, sa Emil i Lönneberga)
- 1992 – God Jul i Stugan (Innehåller avsnitt ur Kajsa Kavat, Alla vi barn i Bullerbyn, Mera om oss barn i Bullerbyn och Madicken, samt bilderböckerna Jul i stallet, Jul i Bullerbyn, Kajsa Kavat hjälper mormor, Titta, Madicken, det snöar! och Visst kan Lotta nästan allting)
- 1993 – Lottas komihågbok (Innehåller Visst kan Lotta cykla, Visst kan Lotta nästan allting och Visst är Lotta en glad unge)
- 2002 – Alla mina barn (Innehåller utdrag ur böcker med samtliga de fjorton huvudfigurerna)

### Pjäser
- 1945 – Huvudsaken är att man är frisk
- 1946 – Pippi Långstrumps liv och leverne: Teaterpjäs för barn, baserad på Pippi Långstrump
- 1948 – Mästerdetektiven Blomkvist: Teaterpjäs för barn, baserad på Mästerdetektiven Blomkvist
- 1948 – Nisse Nöjd och Vicke på vind
- 194x – En fästmö till låns
- 194x – Jag vill inte vara präktig
- 194x – Snövit, baserad på Snövit av bröderna Grimm
- 1950 – Storasyster och lillebror
- 1955 – Serverat, Ers Majestät!
- 1955 – Mästerdetektiven Kalle Blomkvist: För kasperteater två korta akter
- 1957 – Ingen rövare finns i skogen
- 1957 – Kalle Blomkvist, Nisse Nöjd och Vicke på Vind
- 1968 – Jul hos Pippi Långstrump
- 1968 – Rasmus, Pontus och Toker
- 1968 – Rasmus på luffen
- 1968 – Kalle Blomkvist
- 1969 – Karlsson på taket: hemskt drama i två akter
- 19xx – Mio, min Mio
- 1984 – Som dom gör i Amerika, baserad på pjäser Kalle Blomkvist, Nisse Nöjd och Vicke på Vind

### Filmografi
Flera av Astrid Lindgrens filmer har filmatiserats, som både spelfilm, animerad film och TV-serier.

#### Text till svenska barnvisor för spelfilmer och teaterpjäser[67]
- 1964 - Vår på Saltkråkan eller Nu är våren kommen (text: Lindgren, musik: Ulf Björlin)
- 1965 - Den första ungen som kom (text: Lindgren, musik: Ulf Björlin)
- 1967 - Skrållans födelsedag (text: Lindgren, musik:)
- 1969 - Här kommer Pippi Långstrump (text: Lindgren, musik: Jan Johansson)
- 1970 - Sjörövar-Fabbe (text: Lindgren, musik: Georg Riedel)
- 1970 - Kom an Kom an Pirater (text: Lindgren, musik: Georg Riedel)
- 1970 - Kalle Teodor (text: Lindgren, musik: Georg Riedel)
- 1970 - Merja Mojsi (text: Lindgren, musik: Georg Riedel)
- 1970 - Sommarsången (text: Lindgren, musik: Georg Riedel)
- 1970 - Mors lilla lathund (text: Lindgren, musik: Georg Riedel)
- 1970 - Lira lara loppan (text: Lindgren, musik: Georg Riedel)
- 197x - Sov alla/Liten vaggvisa (text: Lindgren, musik: Georg Riedel)
- 197x - Världens starkaste tjej (Text: Lindgren, musik: Georg Riedel)
- 197x - Tror du inte jag kan dansa schottis? (Text: Lindgren, musik: Georg Riedel)
- 197x - Pappa var är du? (Text: Lindgren, musik: Georg Riedel)
- 197x - Pluttifikation (Varför ja’nte kan nå’n) (Text: Lindgren, musik: Georg Riedel)
- 197x - Hej-hå! (Text: Lindgren, musik: Georg Riedel)
- 197x - Farväl, farväl (Text: Lindgren, musik: Georg Riedel)
- 1971 - Hujedamej sånt barn han var (text: Lindgren, musik: Georg Riedel)
- 1971 - Du käre lille snickerbo (text: Lindgren, musik: Georg Riedel)
- 1971 - Lille katt (Text: Lindgren, musik: Georg Riedel)
- 1971 - Idas sommarvisa (Jag gör så att blommorna blommar) (text: Lindgren, musik: Georg Riedel)
- 1971 - Fattig bonddräng (text: Lindgren, musik: Georg Riedel)
- 1971 - Bom sicka bom (text: Lindgren, musik: Georg Riedel)
- 1971 - Grisevisan (Min lilla gris vill ha roligt) (text: Lindgren, musik: Georg Riedel)
- 1971 - Oppochnervisan (Grisen gal i granens topp) (text: Lindgren, musik: Georg Riedel)
- 1971 - En till som jag (text: Lindgren, musik: Georg Riedel)
- 1971 - Varför och varför (text: Lindgren, musik: Georg Riedel)
- 1971 - Gifteriet och en liten visa om huruledes livet är kort liksom kärleken (text: Lindgren, musik: Georg Riedel)
- 1971 - När mamma var liten, då var hon så rar (text: Lindgren, musik: Georg Riedel)
- 1974 - Världens bästa Karlsson (text: Lindgren, musik: Georg Riedel)
- 1974 - Fi-Fi-Fi-Filura (text: Lindgren, musik: Georg Riedel)
- 1974 - Vem är inte rädd ibland (Lillebrors tema) (text: Lindgren, musik: Georg Riedel)
- 1974 - Bara en liten hund (text: Lindgren, musik: Georg Riedel)
- 1977 - Törnrosdalens frihetssång (text: Lindgren, musiken är en traditionell fransk folkvisa)
- 1979 - Pilutta-visan (text: Lindgren, musik: Bengt Hallberg)
- 1981 - Ge mig mera köttbullar (text: Lindgren, musik: Bengt Hallberg)
- 1981 - Luffarvisan (text: Lindgren, musik: Gösta Linderholm)
- 1981 - Kattvisan (text: Lindgren, musik: Lille Bror Söderlundh)
- 1984 - Vargsången (text: Lindgren, musik: Björn Isfält)
- 1984 - Rövarsången (text: Lindgren, musik: Björn Isfält, i versionen med sång skrevs musiken av Anders Berglund)
- 1984 - Ronjas visa vid lägerelden (text: Lindgren, musik: Björn Isfält)
- 1984 - Rumpnissarnas visa (text: Lindgren, musik: Anders Berglund)
- 1984 - Vilda sången/Jag ser en hövding (Text: Lindgren, Tage Danielsson, musik: Björn Isfält)
- 1986 - Falukorvsvisan (text: Lindgren, musik: Georg Riedel)
- 1986 - Alla ska sova (text: Lindgren, musik: Georg Riedel)
- 1990 - Vad det är bra (text: Lindgren, musik: Anders Berglund)
- 1990 - Plätt plitt plutt-visan/Lätt som en plätt (Pysslingsång) (text: Lindgren, musik: Anders Berglund)
- 1990 - Oj vad vi är glada (text: Lindgren, musik: Anders Berglund)